# Captain Falcon
Captain Falcon (キャプテン・ファルコン, Kyaputen Farukon) is een personage in Nintendo's F-Zero-serie van computerspellen, ontworpen door Takaya Imamura en Shigeru Miyamoto. Het personage verscheen voor het eerst in het instructieboekje van F-Zero, gepubliceerd in 1990. Het was pas tot in F-Zero X dat hij echt in een spel verscheen. Hoewel het personagesvoertuig gebruikt kan worden in de F-Zero-serie, was Captain Falcon zelf pas voor het eerst speelbaar in Super Smash Bros.. De enige verschijning van het personage buiten een Nintendo-spel was in de tekenfilm F-Zero GP Legend.
Captain Falcon is een mysterieuze, futuristische racer uit de stad Port Town. In latere F-Zero-spellen, wordt hij ook omschreven als een legendarische premiejager wiens verleden niet duidelijk is. In alle spellen, werkt hij de plannen van Black Shadow en de andere slechteriken tegen, zowel op de Grand Prix circuits als eraf.

## Creatie en Ontwikkeling
Tijdens de ontwikkeling van het eerste F-Zero spel, was Takaya Imamura verbaasd over hoeveel vrijheid hij had om de personages en de racebanen te ontwerpen. Bij de introductie van een verhaallijn in F-Zero GX, wees Miyamoto erop dat de personages die Imamura had gemaakt eindelijk tot leven kwamen en een persoonlijkheid hadden gekregen.
Toshihiro Nagoshi, een van de ontwikkelaars van F-Zero GX, zei dat de verhaallijn in het spel was gestopt omdat de ontwikkelaars vonden dat het F-Zero universum uniek was en ze wilden sommige achtergronden van personages verduidelijken. Nagoshi was trots op de personages en vond een manier om hun persoonlijkheden goed uit te laten komen in het spel.

## Karakteristieken
In het instructieboekje van F-Zero, wordt Captain Falcon omschreven als een goede F-Zero piloot en een premiejager die aan het begin van de dertig (jaar oud) is. In F-Zero X, wordt er gezegd dat hij de titel "Captain" heeft omdat hij een officier was van de Internova Police Force. Ondanks dat er weinig over zijn verleden bekend is, gaf het spel F-Zero Climax meer informatie zoals zijn geboortedatum en zelfs zijn bloedgroep. Maar, deze eigenschappen komen alleen in overeenstemming met de Game Boy Advance F-Zero spellen. De personages in deze spellen kunnen worden gezien als andere personages dan in de console spellen omdat hun karakteristieken erg veel van elkaar verschillen.

### Uiterlijk
Captain Falcon ziet er groot en zelfverzekerd uit. Zijn outfit is een combinatie van een pilotenpak en een veiligheidspak. Het bestaat uit een blauwe broek, een blauw strak pak en een rode helm. Hij draagt altijd een soort houder op zijn rechterheup. Als Captain Falcon zijn helm afdoet, is duidelijk te zien dat hij een litteken heeft boven zijn linkeroog. Zijn haarkleur is normaal gesproken donkerbruin, maar was lichter bruin in de tekenfilm F-Zero GP Legend. Hij heeft bruine ogen in de tekenfilm, maar het is niet duidelijk te zien wat voor oogkleur hij heeft in de spellen.

### Bezigheden
Als hij niet aan het racen is, werkt Captain Falcon als een premiejager. Op 36-jarige leeftijd, heeft Captain Falcon een reputatie opgebouwd als een van de beste premiejagers uit het universum, een reputatie waardoor hij vele vijanden heeft gekregen. Dit voortdurende gevaar heeft hem gedwongen op een afgelegen eilandengroep bij Port Town te gaan wonen, waar hij zijn meeste tijd doorbrengt. Zijn verlangen naar alleen zijn is zelfs zo groot, dat als hij een race heeft gewonnen hij snel de trofee pakt en naar huis gaat. Eigenlijk, komt Captain Falcon alleen uit zijn huis als hij mag meedoen in de F-Zero Grand Prix of als hij als premiejager aan de slag gaat. Alle eilanden van de eilandengroep waar Captain Falcon leeft, hebben verschillende racebanen waar hij redelijk veilig kan oefenen.

### Blue Falcon
Captain Falcon racet in een F-Zero machine genaamd de Blue Falcon. Dit voertuig is een van de meest gebalanceerde voertuigen van de race-tour. Het nummer van de Blue Falcon was oorspronkelijk 111, maar in F-Zero X, is het nummer veranderd naar 07 (er is hier nooit een verklaring voor gegeven). Tijdens een interview met Mr. Zero, de spreker in F-Zero GX, zegt Captain Falcon dat als hij de Grand Prix wint, hij het geld gebruikt om een nieuwe machine te bouwen genaamd de "Neo Blue Falcon". Wat voor ervaringen de piloot van deze machine heeft, hij stuurt altijd goed. Dit voertuig is erg stevig, heeft een gemiddelde acceleratie en een goede wegligging. Captain Falcon kent elke centimeter van zijn machine en kan er het uiterste uithalen.
Captain Falcon heeft nog een ander voertuig, de Falcon Flyer. Dit is een snel, middelgroot voertuig met een on-board computer. Door de on-board computer kan het voertuig met een afstandsbediening worden bestuurd. De Falcon Flyer wordt vooral gebruikt om criminelen te achtervolgen door het universum.

## Verschijningen
Captain Falcon is tot nu toe in de meeste F-Zero games verschenen. Ook is hij te zien in de Super Smash Bros. serie en de F-Zero anime. Er zijn ook kleine verschijningen van Captain Falcon geweest in andere spellen.

### F-Zero games
Captain Falcon maakte zijn debuut verschijning in F-Zero, uitgegeven voor de SNES op 21 november 1990 (in Japan). Een acht pagina's tellende strip was te vinden in de handleiding van het spel, waarin het originele design van Captain Falcon te zien is, maar ook dat van de drie andere oorspronkelijke racers (Pico, Samurai Goroh en Dr. Stewart). De strip vindt plaats in het jaar 2560, en beeldde een van Captain Falcons missies als premiejager uit. In deze strip is het de enige keer tot op heden dat Captain Falcon zijn Falcon Flyer bestuurde.
In F-Zero X wordt Captain Falcons DNA gestolen terwijl hij in het ziekenhuis ligt na een ongeluk tijdens de F-Zero Grand Prix. De dieven gebruiken het DNA om een kloon van Captain Falcon te maken, die ze Blood Falcon noemen.
In F-Zero GX is Captain Falcon het enige speelbare personage in de verhaalmodus van het spel.
In F-Zero: Maximum Velocity, 25 jaar na F-Zero, is het de enige keer dat Captain Falcon niet in een F-Zero spel zit. Toch beweert Kent Akechi dat hij de zoon is van Captain Falcon.
Het verhaal van F-Zero GP Legend is gebaseerd op het verhaal uit de gelijknamige tekenfilm. Captain Falcon deelt de hoofdrol met Rick Wheeler. 

### Andere computerspellen
Captain Falcon is een van de vier ontgrendelbare personages in Nintendo’s vechtspel Super Smash Bros. uit 1999. Hij is een snelle vechter die sterk is in een man-tegen-mangevecht. Zijn vechtstijl is een kruising tussen Kung Fu en straatvechten. Zijn hoofdaanval is de Falcon Punch, een langzame maar krachtige aanval waarbij het brandende silhouet van een valk verschijnt rond de vuist van Captain Falcon. In tegenstelling tot de andere personages roept Captain Falcon de naam van zijn speciale aanval als hij deze uitvoert. Captain Falcon draagt in dit spel niet zijn traditionele blauwe kostuum; zijn pal is paars in dit spel. Het is ook mogelijk om als Blood Falcon te spelen door zijn kostuum naar rood met paars te veranderen.
Captain Falcon is ook een van de eerst beschikbare personages in Super Smash Bros. Melee, de uit 2001 daterende opvolger van Super Smash Bros. Hij heeft nog steeds dezelfde aanvallen als in het vorige spel, maar zijn man op man aanvallen worden wel flink uitgebreid. Het The Legend of Zelda personage Ganondorf is een kloon van Captain Falcon. Ganondorfs aanvallen komen volledig overeen met die van Captain Falcon maar Ganondorf is wel sterker en minder snel.
In Super Smash Bros. Brawl uit 2008 keert Falcon opnieuw terug in de Super Smash Bros. series ditmaal als een verborgen personage. Hierin heeft hij de mogelijkheid de Falcon Punch achterstevoren uit te voeren door in de tegenovergestelde richting te sturen tijdens het opladen van de Punch. Deze "Reverse Falcon Punch" is zelfs nog krachtiger dan de normale. De mogelijkheid om opnieuw te springen in de lucht na de "Aerial Falcon Kick" is verwijderd.
Captain Falcon keert opnieuw terug in Super Smash Bros. voor 3DS en Wii U uit 2014 en in Super Smash Bros. Ultimate uit 2018.

### Bijverschijningen
Cameo's:
Captain Falcon's materiële bezittingen en dergelijke waren in meerdere spellen ook te vinden.
- De Blue Falcon verscheen in Super Mario RPG: Legend of the Seven Stars. Achterin Hinopio' Inn, diep in de Barrel Vocano, staan er drie kleine modelletjes van ruimteschepen boven op een stel dozen. Twee daarvan zijn de Blue Falcon en Samurai Gorohs Fire Stingray.
- De Blue Falcon verscheen in Animal Crossing: Wild World als een meubelstuk.
- De Blue Falcon verscheen in Mario Kart Wii als een voertuig. Deze keerde terug in Mario Kart 8, als downloadbare inhoud, en in Mario Kart 8 Deluxe als ontgrendelbaar.
- Tevens zijn in Mario Kart 8 en in de Deluxe-editie Falcon's helm en pak ontgrendelbaar als een speler een Captain Falcon-amiibo door de Wii U of de Nintendo Switch laat scannen.
- Een van de schatten in Kirby Super Stars "Great Cave Offensive" heet de "Falcons Helmet". Dit is een replica van Captain Falcon's helm.